# Wilfred Bungei
Wilfred Kipkemboi Bungei (Kabirirsang, Nandi (district), 24 juli 1980) is een Keniaanse middellangeafstandsloper, die is gespecialiseerd in de 800 m. Hij werd olympisch kampioen en wereldindoorkampioen op deze discipline. Hij nam tweemaal deel aan de Olympische Spelen.

## Biografie
Wilfred Bungei komt uit Kabirirsang, een dorp bij Kapsabet. Hij is een neef van de voormalige Deense middellangeafstandsatleet van Keniaanse komaf Wilson Kipketer, houder van het huidige wereldrecord op de 800 m. Tijdens het atletiekseizoen verblijft Bungei in de buurt van Verona, Italië.
Zijn eerste succes behaalde hij in 1998 met het behalen van een zilveren medaille op de wereldkampioenschappen voor junioren in Annecy. Met zijn tijd van 1.47,53 eindigde hij als tweede achter zijn landgenoot William Chirchir (goud) en voor de Oegandees Paskar Owor (brons).
Bungei was op de 800 m in 2002 en 2003 de snelste atleet ter wereld. Zijn persoonlijk record staat op 1.42,34 en dateert uit 2002 (Rieti). Hij is daarmee de achtste snelste 800 meterloper ooit (peildatum februari 2018). Bij de wereldkampioenschappen in Edmonton in 2001 moest hij op de 800 m alleen André Bucher voor laten gaan en won hij zilver.
Bungei vertegenwoordigde zijn geboorteland ook in Athene tijdens de Olympische Spelen van 2004. Hierbij werd hij in de finale vijfde in 1.45,31. Vier jaar later op de Olympische Spelen van 2008 in Peking won hij een gouden medaille. Met een tijd van 1.44,65 eindigde hij voor de Soedanees Ismail Ahmed Ismail (zilver) en zijn landgenoot Alfred Yego (borns). Eerder won hij ook goud op de wereldindoorkampioenschappen van 2006 in Moskou. Hij versloeg in deze race de Zuid-Afrikaan Mbulaeni Mulaudzi en olympisch kampioen Joeri Borzakovski.

## Titels
- Olympisch kampioen 800 m - 2008
- Wereldindoorkampioen 800 m - 2006

## Persoonlijke records
Outdoor
| Onderdeel | Tijd    | Datum            | Plaats     |
| --------- | ------- | ---------------- | ---------- |
| 600 m     | 1.14,94 | 1 september 1999 | Bellinzona |
| 800 m     | 1.42,34 | 8 september 2002 | Rieti      |
| 1000 m    | 2.18,60 | 7 juli 2002      | Rethimnon  |

Indoor
| Onderdeel | Prestatie | Datum            | Plaats    |
| --------- | --------- | ---------------- | --------- |
| 600 m     | 1.17,36   | 7 februari 2010  | Moskou    |
| 800 m     | 1.44,97   | 2 februari 2003  | Stuttgart |
| 1000 m    | 2.19,60   | 20 februari 2002 | Pireás    |

## Palmares

### 800 m
Kampioenschappen
- 1998:  WK U20 - 1.47.53
- 2001:  Goodwill Games - 1.47,15
- 2001:  WK - 1.44,55
- 2001: 7e Grand Prix Finale - 1.47,79
- 2003:  WK indoor - 1.46,54
- 2003:  Wereldatletiekfinale - 1.45,97
- 2004: 5e OS - 1.45,31
- 2004: 6e Wereldatletiekfinale - 1.46,45
- 2005: 4e WK - 1.44,98
- 2005:  Wereldatletiekfinale - 1.47,05
- 2006:  WK indoor - 1.47,15
- 2006:  Wereldatletiekfinale - 1.47,22
- 2007: 5e WK - 1.47,42
- 2008:  OS - 1.44,65

Golden League-podiumplekken
- 2001:  Bislett Games – 1.44,91
- 2001:  Weltklasse Zürich – 1.42,96
- 2001:  ISTAF – 1.44,01
- 2002:  Weltklasse Zürich – 1.43,64
- 2002:  ISTAF – 1.44,62
- 2003:  Bislett Games – 1.44,15
- 2003:  Memorial Van Damme – 1.42,52
- 2003:  ISTAF – 1.44,73
- 2004:  Weltklasse Zürich – 1.43,06
- 2004:  Memorial Van Damme – 1.43,48
- 2004:  ISTAF – 1.45,27
- 2005:  Meeting Gaz de France – 1.46,25
- 2005:  Weltklasse Zürich – 1.44,87
- 2006:  Meeting Gaz de France – 1.44,41
- 2006:  Weltklasse Zürich – 1.43,67

1896: Teddy Flack ·
1900: Alfred Tysoe ·
1904: Jim Lightbody ·
1908: Mel Sheppard ·
1912: Ted Meredith ·
1920: Albert Hill ·
1924: Douglas Lowe ·
1928: Douglas Lowe ·
1932: Tommy Hampson ·
1936: John Woodruff ·
1948: Mal Whitfield ·
1952: Mal Whitfield ·
1956: Tom Courtney ·
1960: Peter Snell ·
1964: Peter Snell ·
1968: Ralph Doubell ·
1972: Dave Wottle ·
1976: Alberto Juantorena ·
1980: Steve Ovett ·
1984: Joaquim Cruz ·
1988: Paul Ereng ·
1992: William Tanui ·
1996: Vebjørn Rodal ·
2000: Nils Schumann ·
2004: Joeri Borzakovski ·
2008: Wilfred Bungei ·
2012: David Rudisha ·
2016: David Rudisha ·
2020: Emmanuel Korir ·
2024: Emmanuel Wanyonyi